# Tour of Beijing 2014
Il Tour of Beijing 2014, quarta edizione della corsa, valido come ventottesima e ultima prova dell'UCI World Tour 2014, si svolse in cinque tappe dal 10 al 14 ottobre 2014 su un percorso di 764,5 km. Fu vinto dal belga Philippe Gilbert, che concluse con il tempo di 17h59'57" alla media di 40,44 km/h.
Al traguardo finale dello Stadio nazionale di Pechino 129 ciclisti completarono la corsa.

## Tappe
| Tappa  | Data       | Percorso                                       | km  | Vincitore di tappa | Leader cl. generale |
| ------ | ---------- | ---------------------------------------------- | --- | ------------------ | ------------------- |
| 1ª     | 10 ottobre | Chong Li > Zhangjiakou                         | 167 | Luka Mezgec        | Luka Mezgec         |
| 2ª     | 11 ottobre | Chong Li > Yan Jia Ping                        | 111 | Philippe Gilbert   | Philippe Gilbert    |
| 3ª     | 12 ottobre | Yanqing > Qiandiajian                          | 176 | Tyler Farrar       | Philippe Gilbert    |
| 4ª     | 13 ottobre | Yanqing > Mentougou Miaofeng Mountain          | 157 | Daniel Martin      | Philippe Gilbert    |
| 5ª     | 14 ottobre | Piazza Tienanmen > Stadio nazionale di Pechino | 117 | Sacha Modolo       | Philippe Gilbert    |
| Totale | Totale     | Totale                                         | 728 |                    |                     |

## Squadre partecipanti
Parteciparono alla competizione solo diciassette formazioni, tutte iscritte al World Tour. La diciottesima squadra World Tour, l'Astana Pro Team, si autosospese, in linea con i regolamenti del Mouvement Pour un Cyclisme Crédible (MPCC), in seguito alla positività del suo ciclista Maksim Iglinskij, e non prese quindi parte alla corsa.
| N.    | Cod. | Squadra                 |
| ----- | ---- | ----------------------- |
| 1-8   | MOV  | Movistar Team           |
| 11-18 | ALM  | AG2R La Mondiale        |
| 21-28 | BEL  | Belkin Pro Cycling Team |
| 31-38 | BMC  | BMC Racing Team         |
| 41-48 | CAN  | Cannondale              |
| 51-58 | FDJ  | FDJ.fr                  |
| 61-68 | GRS  | Garmin-Sharp            |
| 71-78 | LAM  | Lampre-Merida           |
| 81-88 | LTB  | Lotto-Belisol           |

| N.      | Cod. | Squadra                |
| ------- | ---- | ---------------------- |
| 91-98   | OPQ  | Omega Pharma-Quickstep |
| 101-108 | OGE  | Orica-GreenEDGE        |
| 111-118 | EUC  | Team Europcar          |
| 121-128 | GIA  | Team Giant-Shimano     |
| 131-138 | KAT  | Team Katusha           |
| 141-148 | SKY  | Team Sky               |
| 151-158 | TCS  | Tinkoff-Saxo           |
| 161-168 | TFR  | Trek Factory Racing    |

## Dettagli delle tappe

### 1ª tappa
- 10 ottobre: Chong Li > Zhangjiakou – 167 km

Risultati
| Pos. | Corridore    | Squadra      | Tempo    |
| ---- | ------------ | ------------ | -------- |
| 1    | Luka Mezgec  | Giant        | 4h22'58" |
| 2    | Caleb Ewan   | Orica-Green. | s.t.     |
| 3    | Tyler Farrar | Garmin-Sharp | s.t.     |

| Pos. | Corridore   | Squadra      | Tempo    |
| ---- | ----------- | ------------ | -------- |
| 1    | Luka Mezgec | Giant        | 4h22'48" |
| 2    | Caleb Ewan  | Orica-Green. | a 4"     |
| 3    | Julian Kern | AG2R La M.   | a 5"     |

### 2ª tappa
- 11 ottobre: Chong Li > Yan Jia Ping – 111 km

Risultati
| Pos. | Corridore             | Squadra       | Tempo    |
| ---- | --------------------- | ------------- | -------- |
| 1    | Philippe Gilbert      | BMC Racing    | 2h29'02" |
| 2    | R. Janse van Rensburg | Giant         | s.t.     |
| 3    | Rui Costa             | Lampre-Merida | s.t.     |

| Pos. | Corridore             | Squadra       | Tempo    |
| ---- | --------------------- | ------------- | -------- |
| 1    | Philippe Gilbert      | BMC Racing    | 6h51'49" |
| 2    | R. Janse van Rensburg | Giant         | a 5"     |
| 3    | Rui Costa             | Lampre-Merida | a 7"     |

### 3ª tappa
- 12 ottobre: Yanqing > Qiandiajian – 176 km

Risultati
| Pos. | Corridore    | Squadra      | Tempo    |
| ---- | ------------ | ------------ | -------- |
| 1    | Tyler Farrar | Garmin-Sharp | 4h15'46" |
| 2    | Luka Mezgec  | Giant        | s.t.     |
| 3    | Nikolas Maes | Omega Ph.    | s.t.     |

| Pos. | Corridore             | Squadra       | Tempo     |
| ---- | --------------------- | ------------- | --------- |
| 1    | Philippe Gilbert      | BMC Racing    | 11h07'35" |
| 2    | R. Janse van Rensburg | Giant         | a 5"      |
| 3    | Rui Costa             | Lampre-Merida | a 7"      |

### 4ª tappa
- 13 ottobre: Yanqing > Mentougou Miaofeng Mountain – 157 km

Risultati
| Pos. | Corridore        | Squadra      | Tempo    |
| ---- | ---------------- | ------------ | -------- |
| 1    | Daniel Martin    | Garmin-Sharp | 4h12'14" |
| 2    | Esteban Chaves   | Orica-Green. | a 2"     |
| 3    | Philippe Gilbert | BMC Racing   | s.t.     |

| Pos. | Corridore        | Squadra      | Tempo     |
| ---- | ---------------- | ------------ | --------- |
| 1    | Philippe Gilbert | BMC Racing   | 15h19'47" |
| 2    | Daniel Martin    | Garmin-Sharp | a 3"      |
| 3    | Esteban Chaves   | Orica-Green. | a 9"      |

### 5ª tappa
- 14 ottobre: Piazza Tienanmen > Stadio nazionale di Pechino – 117 km

Risultati
| Pos. | Corridore            | Squadra       | Tempo    |
| ---- | -------------------- | ------------- | -------- |
| 1    | Sacha Modolo         | Lampre-Merida | 2h40'10" |
| 2    | Gregory Henderson    | Lotto-Belisol | s.t.     |
| 3    | Edvald Boasson Hagen | Team Sky      | s.t.     |

| Pos. | Corridore        | Squadra      | Tempo     |
| ---- | ---------------- | ------------ | --------- |
| 1    | Philippe Gilbert | BMC Racing   | 17h59'57" |
| 2    | Daniel Martin    | Garmin-Sharp | a 3"      |
| 3    | Esteban Chaves   | Orica-Green. | a 9"      |

## Evoluzione delle classifiche
| Tappa              | Vincitore          | Classifica generale Maglia rossa | Classifica a punti Maglia verde | Classifica della montagna Maglia a pois | Classifica giovani Maglia bianca | Classifica squadre Numero giallo |
| ------------------ | ------------------ | -------------------------------- | ------------------------------- | --------------------------------------- | -------------------------------- | -------------------------------- |
| 1ª                 | Luka Mezgec        | Luka Mezgec                      | Luka Mezgec                     | Tosh Van Der Sande                      | Caleb Ewan                       | Team Giant-Shimano               |
| 2ª                 | Philippe Gilbert   | Philippe Gilbert                 | Philippe Gilbert                | Tosh Van Der Sande                      | Jesús Herrada                    | Omega Pharma                     |
| 3ª                 | Tyler Farrar       | Philippe Gilbert                 | Tyler Farrar                    | Michał Gołaś                            | Jesús Herrada                    | Team Giant-Shimano               |
| 4ª                 | Daniel Martin      | Philippe Gilbert                 | Luka Mezgec                     | Michał Gołaś                            | Esteban Chaves                   | Orica-GreenEDGE                  |
| 5ª                 | Sacha Modolo       | Philippe Gilbert                 | Tyler Farrar                    | Michał Gołaś                            | Esteban Chaves                   | Orica-GreenEDGE                  |
| Classifiche finali | Classifiche finali | Philippe Gilbert                 | Tyler Farrar                    | Michał Gołaś                            | Esteban Chaves                   | Orica-GreenEDGE                  |

## Classifiche finali

### Classifica generale - Maglia rossa
| Pos. | Corridore         | Squadra       | Tempo     |
| ---- | ----------------- | ------------- | --------- |
| 1    | Philippe Gilbert  | BMC Racing    | 17h59'57" |
| 2    | Daniel Martin     | Garmin-Sharp  | a 3"      |
| 3    | Esteban Chaves    | Orica-Green.  | a 9"      |
| 4    | Rui Costa         | Lampre-Merida | a 11"     |
| 5    | Sergej Černeckij  | Katusha       | a 23"     |
| 6    | Warren Barguil    | Giant         | s.t.      |
| 7    | Julián Arredondo  | Trek Factory  | s.t.      |
| 8    | Rinaldo Nocentini | AG2R La M.    | s.t.      |
| 9    | Rigoberto Urán    | Omega Ph.     | s.t.      |
| 10   | Mikaël Cherel     | AG2R La M.    | a 26"     |

### Classifica a punti - Maglia verde
| Pos. | Corridore        | Squadra      | Punti |
| ---- | ---------------- | ------------ | ----- |
| 1    | Tyler Farrar     | Garmin-Sharp | 45    |
| 2    | Luka Mezgec      | Giant        | 44    |
| 3    | Moreno Hofland   | Belkin       | 33    |
| 4    | Philippe Gilbert | BMC Racing   | 31    |
| 5    | Nikolas Maes     | Omega Ph.    | 29    |

### Classifica della montagna - Maglia a pois
| Pos. | Corridore        | Squadra      | Punti |
| ---- | ---------------- | ------------ | ----- |
| 1    | Michał Gołaś     | Omega Ph.    | 44    |
| 2    | Guillaume Boivin | Cannondale   | 30    |
| 3    | Julien Vermote   | Omega Ph.    | 25    |
| 4    | Graeme Brown     | Belkin       | 24    |
| 5    | Karsten Kroon    | Tinkoff-Saxo | 20    |

### Classifica giovani - Maglia bianca
| Pos. | Corridore        | Squadra      | Tempo     |
| ---- | ---------------- | ------------ | --------- |
| 1    | Esteban Chaves   | Orica-Green. | 18h00'06" |
| 2    | Sergej Černeckij | Katusha      | a 14"     |
| 3    | Warren Barguil   | Giant        | s.t.      |
| 4    | Carlos Verona    | Omega Ph.    | a 2'11"   |
| 5    | Georg Preidler   | Giant        | s.t.      |

### Classifica a squadre - Numero giallo
| Pos. | Squadra                | Tempo     |
| ---- | ---------------------- | --------- |
| 1    | Orica-GreenEDGE        | 54h01'16" |
| 2    | Team Europcar          | a 1'19"   |
| 3    | Team Sky               | a 1'25"   |
| 4    | Omega Pharma-Quickstep | a 1'28"   |
| 5    | Team Katusha           | a 1'50"   |